# Трофименков, Михаил Сергеевич
Михаи́л Серге́евич Трофиме́нков (род. 14 ноября 1966, Ленинград, СССР) — российский кинокритик и киновед. Кандидат искусствоведения. Один из авторов «Большой Российской энциклопедии» и кинословаря «Новейшая история отечественного кино 1986—2000».

## Биография
Родился 14 ноября 1966 года в Ленинграде в семье искусствоведа Н. В. Бродской.
В 1988 году окончил искусствоведческое отделение исторического факультета ЛГУ имени А. А. Жданова, в 1992 году окончил аспирантуру ЛГИТМиКа.
В 1992 году в Санкт-Петербургском государственном институте театра, музыки и кинематографии имени Н. К. Черкасова под научным руководством кандидата искусствоведения, доцента Я. Б. Иоскевича защитил диссертацию на соискание учёной степени кандидата искусствоведения по теме «„Новая волна“ как феномен французской кинокультуры конца 1950-начала 1960-х гг.» (специальность 17.00.03 — киноискусство и телевидение). Официальные оппоненты — доктор искусствоведения Р. Д. Копылова и кандидат искусствоведения А. С. Щеглов. Ведущая организация — Всесоюзный научно-исследовательский институт киноискусства.
В 1997—1999 годах преподавал в университете города Мец во Франции.
С 2000 года — обозреватель издательского дома «Коммерсантъ». Публиковался в журналах: «Митин журнал», «Искусство кино», «Сеанс», «Театральная жизнь», «Петербургский театральный журнал», «Искусство», «Pulse Петербурга».
Член редакционной коллегии издательства «Сеанс». Директор международных программ фестивалей «Кинотавр».
В 2022 году выступил в поддержку вторжения России на Украину, назвал выступавших против неё коллег дураками и предателями и поддержал закрытие «Эха Москвы» и «Новой газеты».

## Семья
Женат на искусствоведе Марине Кронидовой.

## Научные труды

### Монографии
- «Сергей Бодров. Последний герой». М: «Эксмо», 2003.
- «Кино: 500 главных фильмов всех времён и народов: Путеводитель Афиши» (2003, 2-е изд. 2004) (в соавторстве)
- «Я обещаю вам кровь и слёзы…»: Статьи. СПб: «Лимбус Пресс», 2006.
- «Убийственный Париж». СПб: «Амфора», 2012.
- «Кинотеатр военных действий». СПб: «Сеанс», 2014.
- «XX век представляет: кадры и кадавры». М: «Флюид ФриФлай», 2018.
- «История русского кино в 50 фильмах». СПб: «Порядок слов», 2018.
- «Красный нуар Голливуда. Часть I. Голливудский обком». СПб: «Сеанс», 2018.
- «Культовое кино». М: «Эксмо», 2019.
- «Красный нуар Голливуда. Часть II. Война Голливуда». СПб: «Сеанс», 2019.

### Статьи
- Грехопадение Клода Шаброля // Искусство кино. — 1990. — № 7. — С. 144—147.
- Две или три вещи, которые я знаю о нём. К 60-летию Жан-Люка Годара. // Искусство кино. — 1991. — № 2.
- Годар о Годаре: составление, комментарии, перевод // Искусство кино. — 1991. — № 2.
- Серж Тубиана, главный редактор «Кайе дю синема» // Сеанс. — 1991. — № 3.
- Там, где смерть имеет цену // Сеанс. — 1991. — № 3.
- Годар, Жан-Люк / Трофименков М. С. // Гермафродит — Григорьев [Электронный ресурс]. — 2007. — С. 292. — (Большая российская энциклопедия : [в 35 т.] / гл. ред. Ю. С. Осипов ; 2004—2017, т. 7). — ISBN 978-5-85270-337-8.
- Годар, Жан-Люк / Трофименков М. С. // Большая российская энциклопедия : [в 35 т.] / гл. ред. Ю. С. Осипов. — М. : Большая российская энциклопедия, 2004—2017.

## Награды
- Премия Правительства Российской Федерации в области средств массовой информации (26 декабря 2019 года) — за многолетнюю успешную работу в сфере журналистики о культуре и искусстве[4]
  - Трижды назывался «лучшим кинокритиком года»:
- Союз кинематографистов России, 1994;
- фестиваль архивного кино «Белые столбы», 1999;
- Гильдия киноведов и кинокритиков, 2004.